# Emily Seebohm

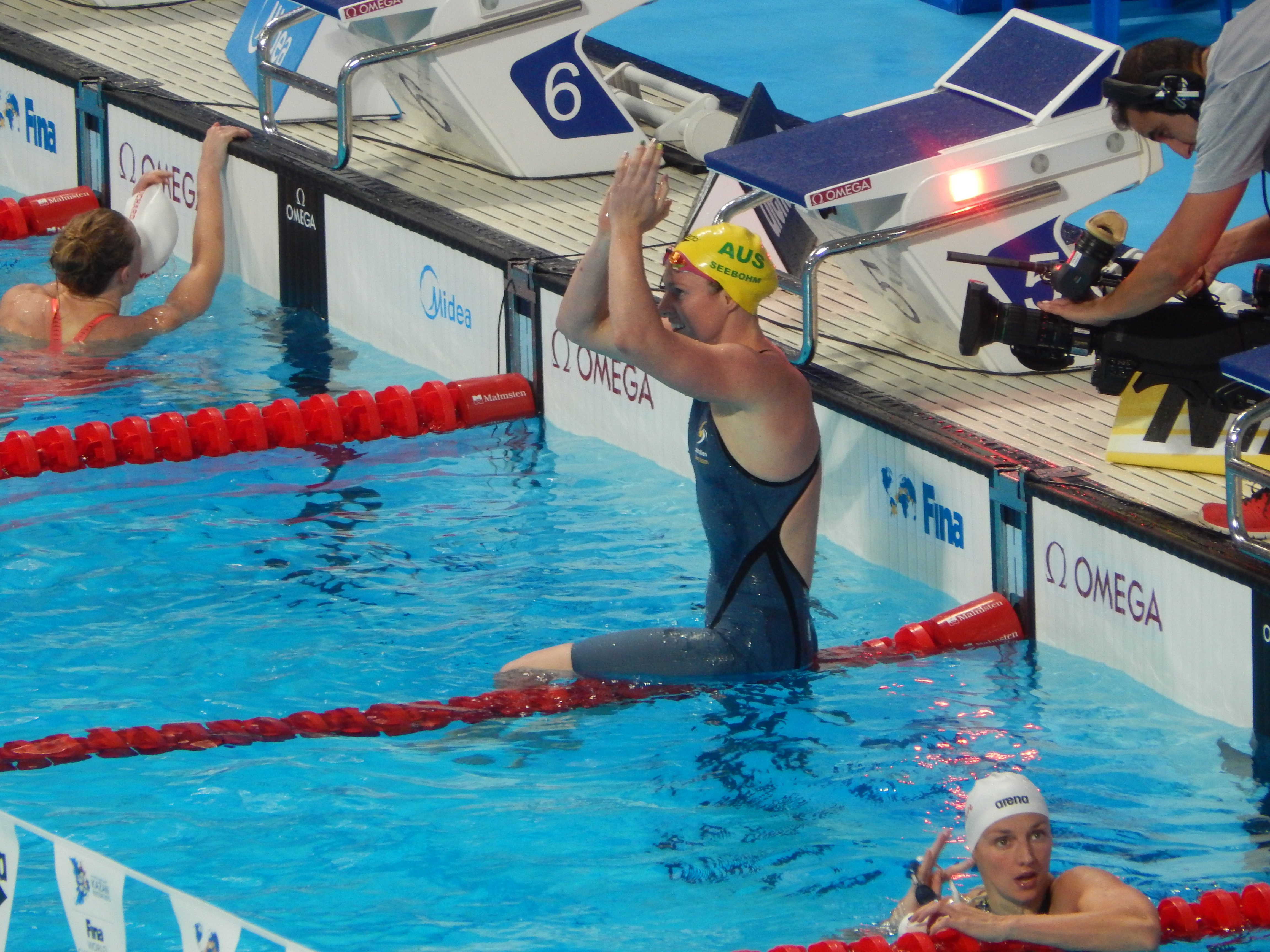
Seebohm wygrywa finał na 200 m w Kazaniu

Emily Jane Seebohm (ur. 5 czerwca 1992 w Ashford) – australijska pływaczka specjalizująca się w stylu grzbietowym, dwukrotna mistrzyni olimpijska, wielokrotna medalistka mistrzostw świata.

## Kariera pływacka
W wieku 14 lat została mistrzynią Australii na dystansie 100 m stylem grzbietowym i dzięki temu mogła wystartować kilka miesięcy później na mistrzostwach świata w Melbourne. Zdobyła tam złoty medal w wyścigu sztafecie 4 × 100 m stylem zmiennym i wraz z Leisel Jones, Jessicą Schipper i Lisbeth Lenton ustanowiła nowy rekord świata (3:55,74). W konkurencji 100 m stylem grzbietowym uzyskała czas 1:00,52 i zajęła czwarte miejsce, a na dystansie dwukrotnie krótszym uplasowała się na 14. pozycji (29,04).
Na igrzyskach olimpijskich w Pekinie w 2008 roku zdobyła złoty medal w sztafecie 4 × 100 m stylem zmiennym. Australijska sztafeta, w takim samym składzie jak na ubiegłorocznych mistrzostwach świata, pobiła rekord świata (3:52,69). Seebohm płynąc na pierwszej zmianie ustanowiła także nowy rekord Australii i Oceanii na 100 m stylem grzbietowym (59,33). Kilka dni wcześniej startowała na tym dystansie indywidualnie, ale nie zakwalifikowała się do finału i ostatecznie zajęła dziewiąte miejsce (1:00,31).
Rok później, wywalczyła dwa medale podczas mistrzostw świata w Rzymie. Srebro zdobyła w sztafecie zmiennej 4 × 100 m, a brąz w konkurencji 100 m stylem grzbietowym, gdzie ustanowiła nowy rekord Australii i Oceanii (58,88). Na dystansie 50 m stylem grzbietowym była siódma z czasem 27,83.
W 2011 na mistrzostwach świata w Szanghaju na 100 m stylem grzbietowym uzyskała czas 59,21 i uplasowała się na czwartym miejscu. W konkurencji 50 m grzbietem z czasem 28,07 była piąta.
Podczas igrzysk olimpijskich w Londynie płynęła w wyścigu eliminacyjnym sztafet 4 × 100 m stylem dowolnym i otrzymała złoty medal po tym jak Australijki zajęły w finale pierwsze miejsce. Srebro zdobyła w konkurencji 100 m stylem grzbietowym, w finale uzyskawszy czas 58,68. Dzień wcześniej, podczas eliminacji ustanowiła nowy rekord olimpijski i rekord Australii i Oceanii (58,23). W sztafecie zmiennej 4 × 100 m również wywalczyła srebrny medal.
Na mistrzostwach świata w Barcelonie w 2013 roku zdobyła trzy srebrne medale, dwa z nich w sztafecie 4 × 100 m stylem dowolnym i 4 × 100 m stylem zmiennym. Indywidualnie srebro wywalczyła na dystansie 100 m stylem grzbietowym, gdzie uzyskała czas 59,06. W konkurencji 50 m stylem grzbietowym z czasem 28,29 zajęła 12. miejsce.
Dwa lata później została mistrzynią świata zarówno na dystansie 100 jak i 200 m stylem grzbietowym. W pierwszej z tych konkurencji uzyskała czas 58,26, a na 200 m grzbietem pobiła rekord Australii i Oceanii (2:05,81). Złoty medal zdobyła również w sztafecie kraulowej 4 × 100 m, a brąz wywalczyła w sztafecie 4 × 100 m stylem zmiennym. W konkurencji 50 m stylem grzbietowym z czasem 27,66 była czwarta.
Podczas igrzysk olimpijskich w Rio de Janeiro w 2016 roku zdobyła srebrny medal w sztafecie 4 × 100 m stylem zmiennym. Na dystansie 100 m stylem grzbietowym uzyskała czas 59,19 i zajęła siódme miejsce. W konkurencji 200 m stylem grzbietowym nie zakwalifikowała się do finału i z czasem 2:09,39 uplasowała się na 12. pozycji.
Na mistrzostwach świata na krótkim basenie w Windsorze zdobyła trzy medale w konkurencjach 100 m stylem zmiennym (srebro), 200 m stylem grzbietowym (brąz) i w sztafecie 4 × 100 m stylem zmiennym (brąz).
W 2017 roku podczas mistrzostw świata w Budapeszcie wywalczyła cztery medale. Na dystansie 200 m stylem grzbietowym obroniła tytuł mistrzyni świata, ustanawiając nowy rekord Australii i Oceanii (2:05,68). Był to jedyny złoty medal w pływaniu zdobyty przez reprezentantów Australii na tych mistrzostwach. Seebohm płynęła także w wyścigu eliminacyjnym sztafet kobiet 4 × 100 m stylem dowolnym. Otrzymała srebrny medal po tym, jak Australijki zajęły w finale drugie miejsce. W konkurencji 100 m stylem grzbietowym zdobyła brąz, uzyskawszy czas 58,59. Kolejny brązowy medal wywalczyła w sztafecie 4 × 100 m stylem zmiennym.

### Rekordy świata
| Data          | Miejsce | Konkurencja             | Rezultat | Status                           |
| ------------- | ------- | ----------------------- | -------- | -------------------------------- |
| 22 marca 2008 | Sydney  | 50 m stylem grzbietowym | 27,95 s  | do 23 marca 2008 Sophie Edington |

## Życie prywatne
Emily pochodzi ze sportowej rodziny. Jej ojciec John uprawiał futbol australijski, rozegrał ponad 300 meczów w South Australian National Football League. Z kolei jej matka Karen uprawiała netball, a obecnie jest trenerką pływania. Jej kuzyn Shannon uprawia koszykówkę, występuje w drużynie Mount Gambier Pioneers.

## Odznaczenia
- Order Australii (27 stycznia 2009)